# Пейк (Марказі)
Пейк (перс. پيك) — село в Ірані, у дегестані Рудшур, у Центральному бахші, шахрестані Зарандіє остану Марказі. За даними перепису 2006 року, його населення становило 214 осіб, що проживали у складі 61 сім'ї.

## Клімат
Середня річна температура становить 17,06°C, середня максимальна – 36,47°C, а середня мінімальна – -5,37°C. Середня річна кількість опадів – 242 мм.
| Клімат поселення                              | Клімат поселення | Клімат поселення | Клімат поселення | Клімат поселення | Клімат поселення | Клімат поселення | Клімат поселення | Клімат поселення | Клімат поселення | Клімат поселення | Клімат поселення | Клімат поселення | Клімат поселення |
| Показник                                      | Січ.             | Лют.             | Бер.             | Квіт.            | Трав.            | Черв.            | Лип.             | Серп.            | Вер.             | Жовт.            | Лист.            | Груд.            |                  |
| Середній максимум, °C                         | 11,36            | 14,23            | 18,58            | 25,25            | 30,42            | 35,63            | 36,47            | 35,53            | 31,25            | 24,40            | 17,88            | 11,56            |                  |
| Середня температура, °C                       | 2,99             | 5,86             | 10,23            | 16,88            | 22,05            | 27,27            | 30,20            | 29,27            | 24,97            | 18,15            | 11,61            | 5,28             |                  |
| Середній мінімум, °C                          | −5,37            | −2,5             | 1,86             | 8,51             | 13,68            | 18,90            | 23,94            | 23,01            | 18,71            | 11,87            | 5,34             | −1               |                  |
| Норма опадів, мм                              | 36               | 34               | 42               | 27               | 19               | 4                | 1                | 1                | 2                | 16               | 25               | 35               |                  |
| Середньомісячна швидкість вітру, м/с          | 1.41             | 2.12             | 2.68             | 3.10             | 2.91             | 2.86             | 2.99             | 2.83             | 2.40             | 2.11             | 1.90             | 1.51             |                  |
| Середньомісячна сонячна радіація, кДж/м²·день | 9279             | 11949            | 14500            | 18065            | 22105            | 25993            | 25783            | 23421            | 19783            | 14682            | 10941            | 8813             |                  |
| --------------------------------------------- | ---------------- | ---------------- | ---------------- | ---------------- | ---------------- | ---------------- | ---------------- | ---------------- | ---------------- | ---------------- | ---------------- | ---------------- | ---------------- |
| Джерело:                                      |                  |                  |                  |                  |                  |                  |                  |                  |                  |                  |                  |                  |                  |